# Zagvozd
Zagvozd är en ort i Kroatien.   Den ligger i länet Dalmatien, i den sydöstra delen av landet, 280 km söder om huvudstaden Zagreb. Zagvozd ligger 472 meter över havet och antalet invånare är 970.
Terrängen runt Zagvozd är kuperad åt nordost, men åt sydväst är den bergig. Runt Zagvozd är det ganska tätbefolkat, med 192 invånare per kvadratkilometer. Närmaste större samhälle är Makarska, 11,6 km söder om Zagvozd. Omgivningarna runt Zagvozd är en mosaik av jordbruksmark och naturlig växtlighet.